# Великая ложь
«Великая ложь» (англ. The Great Lie) — художественный фильм режиссёра Эдмунда Гулдинга, вышедший на экраны в 1941 году. Экранизация романа Полана Бэнкса (Polan Banks).

## Сюжет

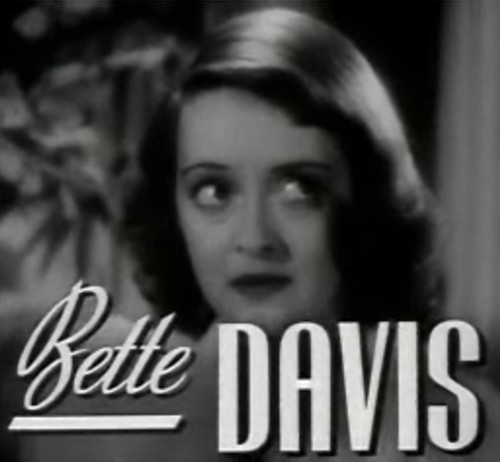
Бетт Дейвис в роли Мэгги Паттерсон

После очередной бурной вечеринки Питер ван Аллен (Джордж Брент) просыпается человеком, женатым на известной пианистке Сандре Ковак (Мэри Астор). Однако вскоре его адвокат сообщает ему, что этот брак недействителен, поскольку ещё не вступил в силу развод Сандры с её предыдущим мужем. Сообщив об этом ей, Питер ставит её перед выбором: или свадьба, или гастроли. Сандра выбирает второе, и Питер возвращается к своей прежней возлюбленной Мэгги (Бетт Дейвис), с которой он был несколько раз обручен, но всякий раз женитьбе мешала его склонность к выпивке. Теперь он обещает больше не пить, и Мэгги принимает его предложение. Через некоторое время после свадьбы Питер получает работу пилота, отправляется в рейс в Южную Америку и пропадает где-то в бразильских джунглях. Никто не знает, что случилось с самолётом, и Питера объявляют погибшим. Узнав, что у Сандры будет ребёнок от Питера, Мэгги предлагает обеспечить ей безбедное существование в обмен на малыша. Сандра соглашается.

## В ролях
- Бетти Дейвис — Мэгги Паттерсон
- Джордж Брент — Питер ван Аллен
- Мэри Астор — Сандра Ковак
- Люсиль Уотсон — тетя Ада Гринфилд
- Хэтти Макдэниэл — Вайолет
- Грант Митчелл — Джошуа Мэйсон
- Джером Кауэн — Джок Томпсон

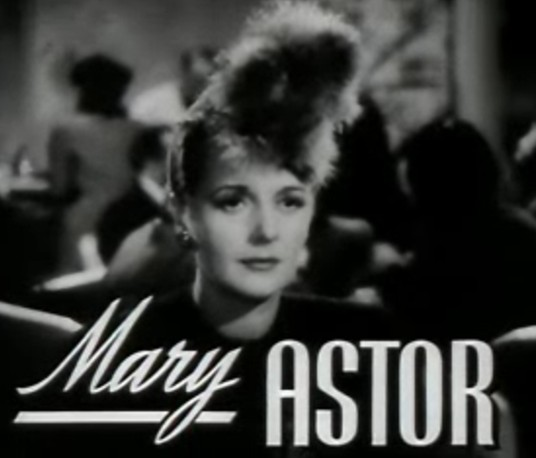
Мэри Астор в роли Сандры Ковак

- Чарльз Троубридж — сенатор Тед Гринфилд
- Тёрстон Холл — Оскар Уортингтон Джеймс
- Расселл Хикс — полковник Харристон
- Сэм Макдэниэл — Джефферсон Вашингтон

## Музыка
В фильме звучит музыка Петра Чайковского («Концерт для фортепиано с оркестром № 1»), Рихарда Вагнера (ария «Liebestod» из оперы «Тристан и Изольда»), Антона Рубинштейна («Концерт для фортепиано № 4»), Стивена Фостера (песня «Slumber My Darling» в исполнении Хэтти Макдэниэл и чернокожего мальчика).

## Награды
За роль Сандры Ковак Мэри Астор была удостоена премии «Оскар» за лучшую женскую роль второго плана и премии Национального совета кинокритиков США за лучшую женскую роль.